# Hans Jörg Schimanek jun.
Hans Jörg Schimanek jun. (* 1. Oktober 1963 in Klosterneuburg) ist ein österreichischer Rechtsextremist, der von 1987 bis 1995 als führender Neonazi im Umfeld von Gottfried Küssel und der VAPO aktiv war. Schimanek war Kameradschaftsführer in Krems-Land und Aktivist der „Kameradschaft Langenlois“, einer neonazistischen und paramilitärischen Gruppe. Er organisierte Wehrsportübungen mit und trat als „Söldner“ in Erscheinung. 1995 wurde er wegen NS-Wiederbetätigung rechtskräftig zu einer hohen Haftstrafe verurteilt. Mit seinem Fall waren der Oberste Gerichtshof Österreichs und der Europäische Gerichtshof für Menschenrechte befasst. 1999 vorzeitig aus dem Strafvollzug entlassen, ist er seitdem in der freien Wirtschaft tätig.

## Leben

### Herkunft und Familie
Schimanek jun. wurde 1963 als Sohn des Journalisten und nachmaligen SPÖ später FPÖ- bzw. BZÖ-Politikers Hans Jörg Schimanek, von 1998 bis 2000 freiheitlicher Landesparteiobmann in Niederösterreich, in Klosterneuburg geboren. Dieser setzte sich später für seinen Sohn in Form von Entgegnungen, Klagsdrohungen und Klagen gegen Journalisten und Zeitungen ein. Sein Bruder ist der FPÖ-Kommunalpolitiker Rene Schimanek. Er war Büroleiter des Dritten Nationalratspräsidenten Norbert Hofer (FPÖ) und von 2017 bis 2019 Kabinettschef von Hofer, der zu dieser Zeit Verkehrsminister gewesen ist.
Schimanek junior wanderte zur Zeit der Wende nach Deutschland aus, im Jahre 1995 heiratete er. In Deutschland kamen seine Söhne Jörg (geb. ca. 2000) und Jörn (geb. ca. 2004) zur Welt, die am 5. November 2024 im Zusammenhang mit den rechtsextremen „Sächsischen Separatisten“, Jörg als mutmaßlicher Anführer, festgenommen wurden und in Untersuchungshaft genommen wurden. Ein von der Familie Schimanek in den 1970ern angemietetes Forsthaus in der Nähe der Burgruine Kronsegg, in dem bereits Hans Jörg Schimanek jun. Wehrsportübungen der rechtsextremen Szene organisiert hatte, sollte als Stützpunkt der Sächsischen Separatisten in Österreich dienen.

### Ausbildung und Bundesheer
Schimanek jun. besuchte die AHS und absolvierte eine Ausbildung zum Gebrauchsgrafiker.
Er war dann zunächst sieben Jahre zeitverpflichteter Soldat beim Österreichischen Bundesheer, wo er u. a. beim infanteristischen Gardebataillon diente. Rekrutenausbilder Schimanek, der es bis zum Chargendienstgrad Korporal brachte, wollte ursprünglich Unteroffizier werden, fiel allerdings 1985 beim entsprechenden Auswahltest durch, wie aus der Personalakte 1986 hervorgeht. Die Heerespsychologen hatten aufgrund seines Verhaltens Bedenken und der militärische Nachrichtendienst machte einen Vermerk in seiner Akte. Nachdem in der Wiener Maria-Theresien-Kaserne Waffen verschwanden wurde er zunächst unehrenhaft entlassen. Wegen Verletzung der Verfahrensvorschriften hob der Verwaltungsgerichtshof (VwGH) in Wien den Bescheid allerdings später wieder auf. Ende der 1980er Jahre verließ er das Bundesheer endgültig; in seiner Dienstzeit (1987) lernte er seinen politischen Weggefährten Gottfried Küssel, Schlüsselfigur der deutschsprachigen Neonazi-Szene, kennen, mit dem er fortan kooperierte.

### Neonazistischer und rechtsextremer Kontext

#### 1980er und 1990er Jahre
Im Jahre 1987 nahm Schimanek jun. an einer Mahnwache für den einstigen Hitler-Stellvertreter Rudolf Heß in Wien teil. Im gleichen Jahr bezeichnete er sich während einer Veranstaltung der Jungen Volkspartei, der Jugendorganisation der ÖVP, als Nationalsozialisten, der sich aber im Rahmen des Verbotsgesetzes bewege (siehe spätere Urteile in Strafsachen).
Er avancierte zum „Wehrsport-Chef“ der militanten, neonazistischen Volkstreuen außerparlamentarischen Opposition (VAPO) und organisierte bis 1991 gemeinsam mit Küssel (ca. 100) „paramilitärische Übungen“. Seinen Gesinnungsgenossen zeigte er etwa, wie man mit einem Messer eine Kehle durchschneidet. So nahm er 1991 mit den VAPO-Aktivisten Gottfried Küssel (Vorsitzender) und Günther Reinthaler („Gaubeauftragter“ für Salzburg und Oberösterreich) sowie Gerhard Endres (VAPO Wien) an einer deutsch-österreichischen Wehrsportübung bei Langenlois teil, zu der auch aus Deutschland der Rechtsextremist Klaus Kopanski angereist war.
Gemeinsam mit dem „DDR-Koordinator“ der Republikaner, Reinhard Rade, nahm er an „Söldnerdiensten“ in Südamerika, d. h. Surinam (1989) und Französisch-Guyana (1990), und in Kroatien (1992) teil. Über Paris gelangte er ins vom Bürgerkrieg geplagte Surinam, wo er mit einem Selbstladegewehr (HK SL7) und einer Machete für den vermeintlichen „Jagdurlaub“ ausgerüstet war. Nachdem er 1989 mit seinen „Kameraden“ (Rade und einem weiteren Deutschen) zunächst von der Surinamischen Armee des Ex-Diktators, Oberst Desi Bouterse, festgesetzt worden war, wurde er wenige Tage später vom „Jungle Commando“ um Ronnie Brunswijk befreit. Die französische Gendarmerie nationale nahm Schimanek und die anderen Ausländer in Saint-Laurent-du-Maroni, einer Stadt in Französisch-Guyana an der Staatsgrenze zu Surinam, fest und schickte sie als Schubhäftlinge zurück nach Wien-Schwechat.
Im Jahre 1990 war er Ordner bei einer VAPO/Küssel-Veranstaltung im niederösterreichischen St. Pölten und gab ein Flugblatt gegen eine vermeintliche „Ausländerüberflutung“ mit heraus. Eine Beantwortung einer parlamentarischen Anfrage 1990 ergab, dass seinerzeit gegen ihn dreizehn Verwaltungsstrafverfahren geführt worden seien. 1991 war er mit dem Neonaziaktivisten Gottfried Küssel bei einem untersagten sogenannten „Revisionisten“-Treffen in München zugegen, bei dem u. a. David Irving, Fred Leuchter, Mark Weber und Udo Walendy als Redner auftraten. Laut späterem Strafurteil sei Schimanek als niederösterreichischer „Gau-Beauftragter“ der VAPO in Erscheinung getreten. 1992 wurde er zweiter Vorsitzender der durch den Neonazi Gerd Honsik gegründeten Volkssozialistischen Partei (VSP), für die auch Küssel federführend aktiv war. Im gleichen Jahr unterstützten er und andere Neonazis als unbezahlte Helfer das Volksbegehren der FPÖ „Österreich zuerst“. Für die Rechtsextremismusforscher Brigitte Bailer und Wolfgang Neugebauer vom Wiener Dokumentationsarchiv des österreichischen Widerstandes (DÖW) war er neben Gottfried Küssel eine der Leitfiguren der neonazistischen Szene zu jener Zeit. Die Verurteilungen von Führungspersonen wie Schimanek jun. – der eine „drakonische Strafe“ erhielt – in der ersten Hälfte der 1990er Jahre führte zur Zerschlagung der alten „neonazistischen Strukturen“.

#### Aktivitäten nach seiner Haft
Die Kontakte in die rechtsextreme Szene rissen auch während und nach seiner Haftzeit nicht ab: Bis 1997 verfasste er Leserbriefe für die Nachrichten der HNG der rechtsextremen Hilfsorganisation für nationale politische Gefangene und deren Angehörige (HNG), die mittlerweile (2010) durch das Bundesministerium des Innern in Deutschland verboten wurde. Im Jahre 2009 war er mit Gottfried Küssel, in den 1990er Jahren ebenfalls verurteilt wegen Wiederbetätigung, und anderen einschlägigen Personen bei der durch die FPÖ organisierten Ersatzveranstaltung für das Heimkehrertreffen am Ulrichsberg in Kärnten zugegen. Darüber hinaus besuchte er mit Küssel eine Veranstaltung der deutschen Neonazi-Kameradschaft Freie Kräfte Leipzig (FKL). Dort fabulierte er im Rahmen des „Deutschtums in Österreich“ über einen angeblichen „Genozid der Deutschen“ und strich den „Nutzen der charakterfesten Kräfte der FPÖ“ heraus. Das DÖW wertet die Aktivitäten alter VAPO-Kader als Teil der „Restrukturierung der österreichischen Neonaziszene“.

### Unternehmungen
Im Jahre 1994 war Schimanek jun. gemeinsam mit Reinhard Rade Gesellschafter einer Leipziger Abbruchfirma. Schimanek, der mittlerweile in Sachsen lebt, stieg nach seiner Haft erneut in die Unternehmungen von Rade ein. 1999 wurde er einzelvertretungsberechtigter Geschäftsführer der CONDOR – Projektentwicklung GmbH in Leipzig-Lindenthal.
Recherchen von Zeit Online und der Sächsischen Zeitung machten 2016 publik, dass er über die Schweizer Firma Loet Trading AG, deren Anteile er nach 2013 von Rade erhielt, 16 Prozent an der Leipziger Unister-Tochter Travel24.com halte und somit „zweitgrößter Aktionär“ sei.

## Urteile in Strafsachen
Schimanek jun., der im Besitz eines Sturmgewehres 77 des Bundesheeres war, wurde 1985 (Rechtskraft 1992) wegen Hehlerei (§ 164 StGB) und verbotenem Waffenbesitzes zu einer Geldstrafe i.H.v. 24.000 Schilling verurteilt. Es folgten zwei geringere Geldstrafen wegen des Verstoßes gegen das Waffengesetz in den Jahren 1988, mit 12.000 Schilling, und 1991, mit 1.500 Schilling.
Im Zuge des Wiederbetätigungs-Prozesses gegen Küssel 1994 wurde er verhaftet: Wegen nationalsozialistischer Wiederbetätigung gemäß § 3a II des Verbotsgesetzes 1947 wurde Schimanek 1995 vom Geschworenengericht beim Landesgericht für Strafsachen Wien zu einer Freiheitsstrafe von fünfzehn Jahren verurteilt. Er legte Nichtigkeitsbeschwerde und Berufung ein. Der Oberste Gerichtshof (OGH) bestätigte 1995 das Urteil, nahm aber eine außerordentliche Strafmilderung (§ 41 Abs 1 StGB) auf acht Jahre vor. 1999 wurde er, nachdem das niederösterreichische Landesgericht Korneuburg und das Oberlandesgericht Wien damit befasst waren, „aufgrund seines Vorlebens, aufgrund seiner begründeten Aussichten auf ein rechtliches Fortkommen und seiner Aufführung während der Vollstreckung“ vorzeitig aus der Haft in der Justizanstalt Sonnberg in Niederösterreich entlassen. Nach dem Soziologen Max Preglau „verharmloste“ die FPÖ bei ihrem Neujahrstreffen 2001 in Wien die Wiederbetätigung im konkreten Fall.
Eine Individualbeschwerde (Art. 34 EMRK) Schimaneks gegen die Republik Österreich vor dem Europäischen Gerichtshof für Menschenrechte (EGMR) in Straßburg von 1996 wurde 2000 wegen Unbegründetheit zurückgewiesen. Schimanek berief sich bei seiner Klage auf die freie Meinungsäußerung. In der Entscheidung der Ersten Sektion hieß es, dass die Verurteilung im Sinne des Art. 10 Abs 2 EMRK jedoch notwendig gewesen sei. Der Rotterdamer Rechtswissenschaftler Jeroen Temperman übte 2014 Kritik am Urteil, da das Gericht seiner Meinung nach auf den indirekten Ansatz des Art. 17 EMRK zurückgefallen sei.
Sämtliche gerichtliche Verurteilungen sind zwischenzeitig getilgt, sodass Schimanek jun. als gerichtlich unbescholten gilt (§ 1 Abs 4 Tilgungsgesetz 1972).